# یواس‌اس ممفیس (۱۸۶۲)
یواس‌اس ممفیس (۱۸۶۲) (به انگلیسی: USS Memphis (1862)) یک کشتی بود که طول آن ۲۲۷ فوت ۶ اینچ (۶۹٫۳۴ متر) بود. این کشتی در سال ۱۸۶۱ ساخته شد.